# Ängsmossetjärnarna
Ängsmossetjärnarna är ett naturreservat i Karlskoga kommun i Örebro län.
Området är naturskyddat sedan 2009 och är 282 hektar stort. Reservatet består av äldre barrskog, långsträckta myrar och flera tjärnar.